# Nikollë Lesi
Nikollë "Nikoll" Lesi (født 6. august 1963 i Lezha) er en albansk journalist og politiker.
Han har studeret medieforhold på Tiranas Universitet.
Fra 1988 til 1997 var han journalist. I 1991 grundlagde han avisen Koha Jonë. Fra 1997 har han været parlamentsmedlem.
Siden 2002 har han været formand for de Kristelige Demokrater.
I 2004 beskyldte han offentligt daværende premierminister Fatos Nano for – under guerillakrigen i Kosovo – at have været involveret i våbensmugling. Han fremlagde dokumenter, der angiveligt var referater af samtaler herom, der var blevet aflyttet af den albanske efterretningstjeneste. Anklagemyndigheden har efterfølgende erklæret at dokumenterne var falske.